# Resident Evil: Apocalypse
Resident Evil: Apocalypse, tysk/fransk/brittisk film från 2004. Filmen är skriven av Paul W.S. Anderson och regisserad av Alexander Witt. Filmen är baserad på den populära serien TV- och datorspel från Capcom.

## Handling
Strax efter händelserna i forskningsbasen "The Hive" vaknar Alice (Milla Jovovich) upp i ett övergivet sjukhus ägt av Umbrella Corp i Raccoon City. Umbrellas forskare har öppnat The Hive igen för att ta reda på vad som hänt där och T-viruset och zombierna där inne har kommit upp till ytan. Alice måste nu med hjälp av S.T.A.R.S-medlemmen Jill Valentine och U.B.C.S-soldaten Carlos Olivera komma ut ur Raccoon City. Men samtidigt som de försöker med det måste de undgå den farligaste fienden av dem alla i Raccoon City, "Nemesis".

## Om filmen
Filmen är en direkt uppföljare till Resident Evil (2002) som tar vid där den tidigare filmen slutar. Denna är skriven av Paul W.S. Anderson som var med och regisserade den första filmen.

## Rollista (i urval)
- Milla Jovovich - Alice
- Sienna Guillory - Jill Valentine
- Oded Fehr - Carlos Olivera
- Thomas Kretschmann - Major Cain
- Sophie Vavasseur - Angie Ashford
- Mike Epps - L.J